# Tatort: Blinder Glaube
Blinder Glaube ist ein Fernsehfilm aus der Krimireihe Tatort, der erstmals am 31. August 2008 ausgestrahlt wurde. Es ist die 703. Folge der Reihe und der 25. Fall des Berliner Ermittlerteams Ritter und Stark.

## Handlung
Till Ritter öffnet eine Sektflasche so ungeschickt, dass seinem Kollegen Felix Stark der Korken direkt ins Auge schießt. In der Notaufnahme der Augenklinik begegnen sie der blinden Kerstin Vonk. Ihr soll gerade der Prototyp eines ganz neu entwickelten Chips eingesetzt werden, der ihr das Augenlicht wieder geben soll. Seltsamerweise erscheint die ausführende Ärztin nicht zum OP-Termin, sodass Dr. Mareike Andresen den Eingriff vornimmt.
Unterdessen wird die Leiche von Frau Dr. Manteuffel im Kofferraum ihres Wagens gefunden. Ritter und Stark kümmern sich um den Fall und erfahren von Kerstin Vonk, dass sich Dr. Mareike Andresen vor kurzem massiv mit Frau Dr. Manteuffel gestritten hatte. Für Felix Stark hatte Andresen damit durchaus ein Motiv. Schließlich hatten sich beide um die frei werdende Chefarztstelle beworben, die am Ende Frau Dr. Manteuffel erhalten hat. Stark vermutet zudem, dass Manteuffel sich möglicherweise hat bestechen lassen, denn sie hat sich auffallend schnell für das streng geheime Projekt, das unter dem Codenamen „Phydra“ von der Cornea AG entwickelt wurde, entschieden.
Till Ritter verdächtigt dagegen Prof. Dr. Lutz Manteuffel, den Ehemann des Opfers, der zugibt, dass sich seine Frau gerade von ihm trennen wollte. Frau Dr. Manteuffel hatte bis vor kurzem eine Affäre mit Dr. Tim Nicolai, dem Leiter des „Phydra“-Projektes, der eigentlich mit Dr. Mareike Andresen liiert ist.
Nach den anscheinend so bahnbrechenden ersten, vom Fernsehen übertragenen Augentests mit Kerstin Vonk und dem daraus resultierenden Sprung der Cornea-Aktien, findet Stark eher durch Zufall heraus, dass Kerstin immer noch gar nichts sieht. Sie gibt dies den beiden Kommissaren gegenüber zu, da sie befürchtet, als Testperson ausgetauscht zu werden. Nachdem Prof. Manteuffel mit großer Überraschung erfährt, dass Kerstin Vonk immer noch blind ist, klärt er die beiden Ermittler auf, dass Mareike Andresen ihre Bewerbung zum Chefarzt nur deshalb zurückzog, da sie kompromittiert wurde. Der Forschungsverbund der Cornea AG mit der Augenklinik wäre vom Ministerium nie genehmigt worden, wenn Vater und Tochter Andresen den Vorsitz gehabt hätten. Das hatte Nicolai geschickt eingefädelt. Außerdem hatte er Wenger, die die Gutachter auswählt, mit abgezweigten Geldern bestochen und ihr eine Anstellung bei der Cornea AG versprochen. Ihm war Wenger im Ministerium aber viel hilfreicher.
Da nun alles gegen Nicolai spricht, wollen die Kommissare dessen Alibi für die Tatnacht ins Wanken bringen und so weist Nicolai alle Schuld von sich und beschuldigt seinerseits Manfred Andresen, der sich kaum glaubhaft angesichts der Fakten auf einen Unfall herausreden kann.

## Hintergrund
Blinder Glaube wurde von der „Askania Media Filmproduktion GmbH“ im Auftrag des Rundfunks Berlin-Brandenburg hergestellt. Die Dreharbeiten erfolgten in Berlin. Drehbuchautor Andreas Pflüger hat sich bei seiner Arbeit von Reto Weiler und Michael H. Förster beraten lassen.

## Rezeption

### Kritiken
„Die Führung der Darsteller ist in Ordnung, aber in gefühlsbetonten Momenten lässt der Regisseur seinen Kameramann prompt Nahaufnahmen der Gesichter zeigen. Man kennt diesen 'Tränen-Zoom' aus Doku-Soaps: Wann immer dort Augen feucht werden könnten, geht es in die Großaufnahme; das ist spekulativ und hat in einem Fernsehfilm nichts zu suchen.“

Die Kritiker der Fernsehzeitschrift TV Spielfilm finden, dieser Tatort – „Wirtschaftsdrama oder Eifersuchtskrimi?“ – ist ein: „Weniger wäre mehr gewesen, und die verkrampft ‚witzigen‘ Einfälle hätte die interessante Grundidee auch nicht gebraucht. Fazit: Interessantes Thema, verzettelte Story.“

### Einschaltquoten
6,72 Millionen Zuschauer sahen die Folge Blinder Glaube in Deutschland bei ihrer Erstausstrahlung am 31. August 2008, was einem Marktanteil von 22,8 Prozent entsprach.